# Берден (Оклахома)
Берден (англ. Bearden) — місто (англ. town) в США, в окрузі Окфаскі штату Оклахома. Населення — 135 осіб (2020).

## Географія
Берден розташований за координатами 35°21′49″ пн. ш. 96°23′15″ зх. д. / 35.36361° пн. ш. 96.38750° зх. д. (35.363728, -96.387602).  За даними Бюро перепису населення США в 2010 році місто мало площу 19,50 км², з яких 19,22 км² — суходіл та 0,28 км² — водойми.

## Демографія
Згідно з переписом 2010 року, у місті мешкали 133 особи в 50 домогосподарствах у складі 39 родин. Густота населення становила 7 осіб/км².  Було 59 помешкань (3/км²).
Расовий склад населення:
| - 81,2 % — білих - 10,5 % — корінних американців - 3,8 % — чорних або афроамериканців |

До двох чи більше рас належало 4,5 %. Частка іспаномовних становила 0,0 % від усіх жителів.
За віковим діапазоном населення розподілялося таким чином: 28,6 % — особи молодші 18 років, 56,4 % — особи у віці 18—64 років, 15,0 % — особи у віці 65 років та старші. Медіана віку мешканця становила 40,9 року. На 100 осіб жіночої статі у місті припадало 104,6 чоловіків;  на 100 жінок у віці від 18 років та старших — 93,9 чоловіків також старших 18 років.
Середній дохід на одне домашнє господарство  становив 51 160 доларів США (медіана — 41 875), а середній дохід на одну сім'ю — 55 945 доларів (медіана — 58 750). Медіана доходів становила 38 750 доларів для чоловіків та 31 875 доларів для жінок. За межею бідності перебувало 7,1 % осіб, у тому числі 8,6 % дітей у віці до 18 років та 0,0 % осіб у віці 65 років та старших.
Цивільне працевлаштоване населення становило 68 осіб. Основні галузі зайнятості: освіта, охорона здоров'я та соціальна допомога — 29,4 %, транспорт — 11,8 %, сільське господарство, лісництво, риболовля — 11,8 %.